# Phalaris aquatica
Pour les articles homonymes, voir Alpiste.
Espèce
Phalaris aquatica, l'alpiste tubéreux, est une espèce de plantes monocotylédones de la famille des Poaceae (graminées), sous-famille des Pooideae, originaire du bassin méditerranéen et du Moyen-Orient.
Ce sont des plantes herbacées vivaces, cespiteuses, rhizomateuses, poussant en touffes de 1 à 1,5 m de haut. les inflorescences sont des panicules denses, spiciformes.
Phalaris aquatica est parfois cultivée comme plante fourragère, notamment dans le bassin méditerranéen. La plante peut dans certains cas se révéler toxique pour le bétail, notamment les ovins. 

## Description
Phalaris aquatica est une plante herbacée vivace, cespiteuse et très vigoureuse, aux tiges dressées de 50 à 100 cm de long, généralement tubéreuse. 
Elle pousse en  touffes et ses feuilles, velues, ont une couleur vert bleuté, avec une ligule membraneuse et sans oreillettes, et un limbe large. Les feuilles sont insérées à la base de la plante en période végétative, et au niveau des nœuds supérieurs lorsque les inflorescences commencent à se former.
Les racines sont profondes et persistantes.
L' inflorescence est une panicule dense, spiciforme, composées d'épillets  allongés formés d'un unique fleuron hermaphrodite et sous-tendus de glumes ailées coriaces, à la marge entière ou denticulée, qui émerge de la plupart des touffes, provoquant leur mort subséquente, ce qui provoque la repousse des bourgeons de base. 
La graine est petite, couverte par des bractées lisses et très claires. 

## Distribution et habitat
L'aire de répartition originelle de Phalaris aquatica recouvre le bassin méditerranéen et le Moyen-Orient. L'espèce a été introduite par la culture dans d'autres régions de climat méditerranéen, en particulier aux États-Unis, en Australie, en Nouvelle-Zélande et en Afrique du Sud. Les souches introduites dans ces contrées proviennent principalement d'Afrique du Nord.
L'aire de répartition actuelle comprend le sud de l'Europe, l'Afrique du Nord et la Macaronésie, l'Afrique orientale tropicale et l'Afrique du Sud, des régions d'Asie tempérée : Caucase, Chine (Yunnan) et Asie orientale, des régions de l'Asie tropicale : Inde, Pakistan (Baloutchistan) et Papouasie, l'Australasie : Australie et Nouvelle-Zélande, la région du Pacifique (nord-ouest et nord central), l'Amérique du Nord et l'Amérique du Sud, notamment le Brésil,,.  

## Taxinomie

### Noms vernaculaires
Alpiste aquatique, alpiste tubéreux, phalaris noueux ou herbe de Harding,.

### Synonymes
Selon Catalogue of Life (9 avril 2017) :
- Phalaris altissima Menezes
- Phalaris aquatica var. stenoptera (Hack.) Burkart
- Phalaris bulbosa Ten., nom. illeg.
- Phalaris bulbosa var. alata (Batt. & Trab.) Maire & Weiller
- Phalaris bulbosa var. clausonis (Maire & Trab.) Maire & Weiller
- Phalaris bulbosa var. hirtiglumis Batt. & Trab., nom. nud.
- Phalaris caespitosa Thouars
- Phalaris elongata Braun-Blanq.
- Phalaris nodosa L., nom. superfl.
- Phalaris nodosa var. minor Lojac.
- Phalaris stenoptera Hack.
- Phalaris trabutiana Maire
- Phalaris tuberosa L.
- Phalaris tuberosa var. alata Trab.
- Phalaris tuberosa var. clausonis Maire & Trab.
- Phalaris tuberosa var. hirtiglumis (Batt. & Trab.) Trab.
- Phalaris tuberosa var. stenoptera (Hack.) Hitchc.

### Liste des variétés
Selon Tropicos (9 avril 2017) (attention, liste brute contenant possiblement des synonymes) :
- variété Phalaris aquatica var. annua Trin.
- variété Phalaris aquatica var. aquatica L.
- variété Phalaris aquatica var. macrostachys Mutel
- variété Phalaris aquatica var. minor (Retz.) Mutel
- variété Phalaris aquatica var. perenne Trin.
- variété Phalaris aquatica var. stenoptera (Hack.) Burkart